# Luis González Bravo

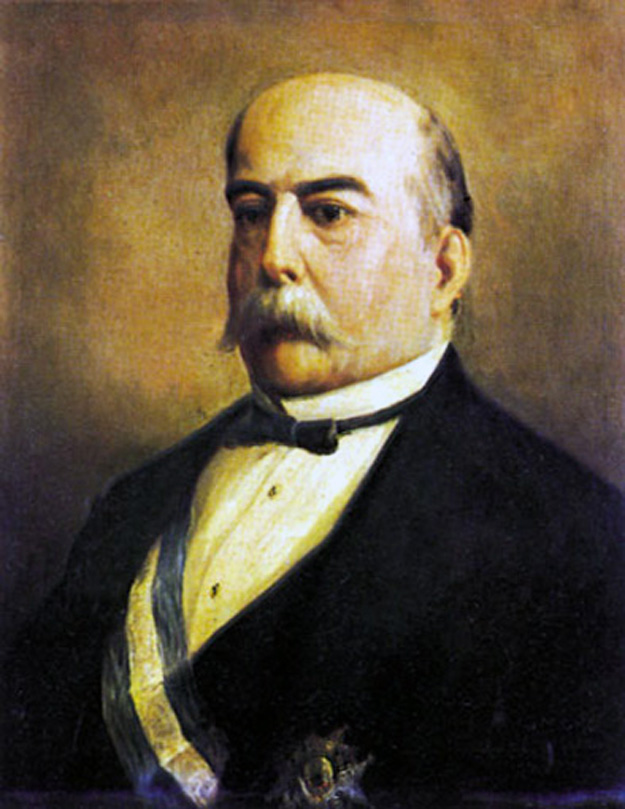
Luis González Bravo

Luis González Bravo López de Arjona (* 8. Juli 1811 in Cádiz; † 1. September 1871 in Biarritz) war ein spanischer Journalist, Politiker und Ministerpräsident Spaniens (Presidente del Gobierno).

## Biografie

### Studium und Regentschaft Esparteros
Nach dem Schulbesuch absolvierte er zunächst ein Studium der Rechtswissenschaften an der Universität Alcalá. Im Anschluss daran war er einerseits als Rechtsanwalt tätig, andererseits erwarb er sich zwischen 1837 und 1838 unter dem Pseudonym „Ibrahim Clarete“ auch den Ruf eines angesehenen Journalisten der Zeitung „El Guirigay“ (Das Kauderwelsch).
Der Aufstieg von Baldomero Espartero zum Regenten führte dazu, dass er bei den Wahlen vom 1. Februar 1841 erstmals zum Abgeordneten des Parlaments (Congreso de los Diputados) gewählt wurde, wo er mit Unterbrechungen bis Januar 1869 im Wechsel die Interessen der Wahlkreise Jaén, Málaga, Madrid, Canarias, Ciudad Real, Almería, Valencia und Cádiz vertrat.
Bald wurde er zu einem starken Gegner Esparteros und war neben Francisco Serrano Domínguez 1843 Anführer des Aufstandes in Barcelona, der letztlich zum Sturz des Regenten führte. In der Folgezeit schloss er sich der Partido Moderado von Ramón María Narváez an. Im Dezember 1843 warf er Ministerpräsident Salustiano Olózaga vor, gegen den Willen der Königin Isabella II. die Gewalt angewandt und die Auflösung des Parlaments beabsichtigt zu haben.

### Herrschaft Isabellas II., Ministerpräsident und Revolution von 1868
Anschließend wurde er selbst am 5. Dezember 1843 als Nachfolger Olózagas Ministerpräsident Spaniens (Presidente del Gobierno). Während seiner bis zum 3. Mai 1844 dauernden Amtszeit leitete er die Entwaffnung des Nationalen Militärdienstes (Milicia Nacional), eine Pressezensur, eine Wiedereinführung der Verbrauchssteuern und die Erleichterung der Rückkehr der Königmutter, der früheren Regentin Maria Christina von Sizilien, ein. In seinem Kabinett übernahm er außerdem das Amt des Außenministers (Ministro de Estado) sowie für einige Tage auch das Amt des Ministers für Gnadengesuche und Justiz (Ministro de Gracia y Justicia). Nach dem Erreichen der politischen Ziele wurde er am 3. Mai 1844 von General Narváez als Ministerpräsident abgelöst.
Im Anschluss daran wurde er zunächst als Botschafter nach Lissabon gesandt, kehrte jedoch bald darauf zurück und nahm seine frühere Tätigkeit als Journalist wieder auf. Andererseits blieb er als Abgeordneter des Parlaments weiterhin politisch aktiv. Aufgrund aufkommender Unruhen ging er 1854 zeitweise ins Exil. Zwischen 1856 und 1858 war er als Botschafter in London tätig.
Während der letzten Herrschaftsjahre von Königin Isabella II. trat er wieder ins Zentrum der Macht als die moderaten Regierungen auf aufkommende Unruhen mit zunehmend massiverer Gewalt regierten. Vom 16. September 1864 bis zum 21. Juni 1865 gehörte er als amtierender Marineminister (Ministro de Marina) sowie als Innenminister (Ministro de Gobernación) der sechsten Regierung Narváez an. Als solcher war er maßgeblich für die blutige Niederschlagung der Studentenunruhen an der Universidad de Madrid am 10. April 1865 (Noche de San Daniel) verantwortlich, die zu seiner Unpopularität führte.
Trotz dieser Unbeliebtheit und öffentlicher Kritik war er anschließend nicht nur zeitweise für einige Tage amtierender Außenminister, sondern von Narváez am 10. Juli 1866 in dessen siebtes Kabinett sogar erneut zum Innenminister berufen.
Nach dem Tode von Narváez am 23. April 1868 wurde er noch am gleichen Tag als dessen Nachfolger erneut zum Ministerpräsidenten ernannt. Zugleich blieb er weiterhin Innenminister und übernahm darüber hinaus für einige Tage auch das Amt des Kolonialministers (Ministro de Ultramar). Während seiner Amtszeit musste er wegen seiner Unbeliebtheit und der zunehmenden öffentlichen Kritik gegen alle Parteien regieren und versuchte sich mit dem Einsatz der Streitkräfte an der Macht zu halten.
González schätzte die aufkommende politischen Bewegung nicht richtig ein, was letztlich dazu führte, dass er, aber auch Königin Isabella II. durch die Septemberrevolution (La Gloriosa) gestürzt wurden und er letztlich am 19. September 1868 ins Exil nach Biarritz gehen musste. Im Exil wurde er während seiner letzten Lebensjahre zum Anhänger des Carlismus.

## = Weblinks
=
- Biografie auf der Homepage der Spanischen Ministerpräsidenten (spanisch) (Memento vom 18. Juni 2010 im Internet Archive)
- Die Kabinette während der Amtszeit von Isabella II. (1843–1856 - Década Moderada)
- Die Kabinette während der Amtszeit von Isabella II. (1856–1868 - La Unión Liberal)
- Die Regierungen des Königreichs Spanien von 1833 bis 1868 (Memento vom 24. Februar 2012 im Internet Archive)